# ネフェルヘテプ1世
ネフェルヘテプ1世（Neferhotep I, 在位：紀元前1741年頃 - 紀元前1730年頃）は、古代エジプト第13王朝の第22代または26代ファラオ（王）。即位名はカーセケムラー。

## 概要
前王セベクヘテプ3世との間に血縁関係はなく、後継者となった経緯は不明である。彼の父はハーアンクフという名の平民出身の人物で、ネフェルヘテプ1世とその兄弟たちが残した印章の多くに名前が見られる。。
互いに血縁関係を持たない、出自不明の王たちが短期間で交代している第13王朝では例外的に長期間在位し、多くの記録を残している。フェニキアの都市ビブロスで、その地の王を従属させているネフェルヘテプ１世の姿が描かれた図像が発見されている他、パレスティナからヌビアに至るまでの広い範囲で彼の時代に作られた石碑が数多く発見されている。これは第12王朝によって築かれた中央政府が依然として機能し、その権威が全土に及んでいただけでなく、ネフェルヘテプ1世による統治の下でエジプトが繁栄していたことを物語っている。そのため、彼とその兄弟で後継者のセベクヘテプ4世の治世は第13王朝の最盛期であったと考えられる。